# Cricetomys
A Cricetomys az emlősök (Mammalia) osztályának a rágcsálók (Rodentia) rendjébe, ezen belül a madagaszkáriegér-félék (Nesomyidae) családjába tartozó nem.

## Rendszerezés
A nembe az alábbi 4 faj tartozik:
- Cricetomys ansorgei Thomas, 1904 - korábban a Cricetomys gambianus alfajának tekintették
- Cricetomys emini Wroughton, 1910
- gambiai hörcsögpatkány vagy gambiai óriáspatkány (Cricetomys gambianus) Waterhouse, 1840 - típusfaj
- Cricetomys kivuensis Lönnberg, 1917 - korábban a Cricetomys emini alfajának tekintették